# Caroline Schelling
Caroline Schelling, nascuda Michaelis, (Gotinga, 2 de setembre de 1763 – Maulbronn, 7 de setembre de 1809), va ser una cèlebre intel·lectual alemanya coneguda per les seves traduccions de l'obra de Shakespeare a l'alemany. Va pertànyer al grup anomenat Universitätsmamsellen, un grupuscle de dones de gran cultura i formació acadèmica, molt actives durant els segles xviii i xix, filles d'acadèmics de la Universitat de Gotinga. Al costat de Caroline Schelling, figuren Philippine Engelhard, Meta Forkel-Liebeskind, Therese Huber i Dorothea Schlözer.

## Biografia
Filla de l'orientalista Johann David Michaelis, es va casar amb l'oficial mèdic Böhmer, a Clausthal, en la serralada del Harz. Després de la seva mort el 1788, va tornar a Gotinga, on freqüentava personalitats com el poeta Gottfried August Burger o el crític romàntic August Wilhelm Schlegel. El 1791 es va mudar a Magúncia, on es va fer membre del club de jacobins, una societat partidària de la Revolució francesa, sent empresonada breument per les seves idees polítiques.
El 1796 es va instal·lar a Jena, on es va casar amb el professor Schlegel, germà de la seva amiga Meta. El 1803 es divorcià i al juny d'aquest mateix any es tornà a casar amb el filòsof Friedrich Schelling.
La casa de Jena va ser sempre el centre de reunió dels primers escriptors i pensadors del Romanticisme,i va ser ella qui va iniciar l'emancipació intel·lectual de la dona,que començava llavors a influir a poc a poc en la vida cultural.
Els assidus al saló pertanyien a diferents classes socials, però els unia el gust per conversar sobre temes relacionats amb la literatura, la filosofia o la política. Aquesta mescla de classes responia a l'ideal romàntic de crear una societat mixta de caràcter liberal, amb la cultura com a únic punt de connexió. Filosòficament, va ser una estoica contra totes les desgràcies per les quals va passar: 
El destí no decideix la meva sort, no em serveixo de les ocasions favorables que m'ofereix i tampoc tinc en compte les seves males jugades... malgrat els déus i els homes, seré feliç; no permetré que em dominin l'amargor i la pena que m'envolten; seré sempre propietària de les meves forces i no perdré el domini que posseeixo... quan no puguis aconseguir el que desitgis, cerca una altra cosa, i si tampoc pots aconseguir-la, llavors no profereixis queixes servils, ofega-les en el teu orgull.... No sé si alguna vegada arribaré a ser feliç; el que sí que ja sé amb certesa és que mai seré desgraciada... Res em perdono menys que no estar alegre. mai arribarà el dia en què no gaudeixi d'una alegria, per petita que sigui...
Va escriure un assaig sobre Romeo und Julia / Romeo i Julieta (1797), i un diàleg sobre La pintura / Die Gemälde (1798). Però es va dedicar principalment a editar i corregir les obres del seu espòs Schelling i dels seus amics de Jena, amb els quals va mantenir un cabalós epistolari. Pel seu compte també va escriure una sèrie de ressenyes d'obres literàries impreses en el Jenaer Literaturzeitung, en el Athenaeum i en el Erholungen de Becker, així com en revistes similars d'aquells anys. Queda també l'esbós d'una novel·la sobre la trajectòria d'una dona intel·lectual com ella i les seves traduccions de Shakespeare, així com altres, d'inèdites, de poesia, per exemple, de Petrarca.